# Telê Santana
Telê Santana da Silva (Itabirito, 26 luglio 1931 – Belo Horizonte, 21 aprile 2006) è stato un calciatore e allenatore di calcio brasiliano, di ruolo attaccante.
Reputato tra gli allenatori più influenti nella storia del calcio, è stato commissario tecnico della nazionale brasiliana in due riprese negli anni '80 del XX secolo e viene ricordato anche per avere allenato Fluminense, Atlético Mineiro, Grêmio e San Paolo, con cui ha colto i maggiori successi internazionali, vincendo due Coppe Libertadores e due Coppe Intercontinentali.

## Carriera

### Calciatore
La sua carriera da giocatore fu breve ma abbastanza fortunata. Inizialmente occupò il ruolo di portiere, ma successivamente giocò come ala destra, militando nel Guarani, nel Fluminense e nel Vasco. Dopo essere stato anche convocato nella nazionale brasiliana, senza però mai disputare nessuna partita, venne ingaggiato dal Fluminense, con cui concluse la carriera agonistica nel 1968.

### Allenatore
Divenuto commissario tecnico cominciò allenando proprio il Fluminense, con la quale vinse all'esordio (1969) un torneo di Rio denominato Taça Guanabara e, soprattutto, il titolo brasiliano. Dal 1970 al 1976 guidò l'Atlético Mineiro, con cui si aggiudicò il titolo in due occasioni (1970 e 1971).
Positiva fu anche la sua esperienza al Grêmio, durata dal 1977 al 1979. Dopo un periodo difficile al Palmeiras, fu CT della nazionale brasiliana, che guidò in due campionati del mondo, quello del 1982 e quello del 1986. Tra i due mondiali (venne esonerato nel 1982 a seguito dell'inaspettata eliminazione del Brasile contro l'Italia futura vincitrice del mondiale, ma fu richiamato in vista del secondo) si colloca il suo trasferimento in Arabia Saudita, dove trionfò in numerosi trofei nazionali con l'Al-Ahli.
Dopo un'altra serie di insuccessi al Flamengo (1988-1990) la sua stella sembrava definitivamente tramontata. Seppe però riprendersi, soprattutto dopo che venne chiamato alla guida del São Paulo, con cui vinse, tra le altre competizioni, un campionato brasiliano (1991), due Coppe Libertadores e soprattutto due Coppe Intercontinentali, sconfiggendo in finale il Barcellona nel 1992 con il punteggio di 2-1 e il Milan nel 1993 con il risultato di 3-2.
Dopo avere accusato un infarto si ritirò definitivamente dal calcio al termine del 1996 a causa delle cattive condizioni di salute, che lo avrebbero accompagnato nei suoi ultimi anni di vita. Ricoverato in ospedale per un'ischemia nel 2003, quando gli fu amputata parte della gamba sinistra, le sue condizioni si aggravarono tre anni dopo e morì al termine di una lunga agonia per un'infezione addominale.

## Statistiche

### Allenatore

#### Club
Statistiche aggiornate al 7 agosto 2025; in grassetto le competizioni vinte.
| Stagione                | Squadra                 | Campionato              | Campionato | Campionato | Campionato | Campionato | Coppe nazionali | Coppe nazionali | Coppe nazionali | Coppe nazionali | Coppe nazionali | Coppe continentali | Coppe continentali | Coppe continentali | Coppe continentali | Coppe continentali | Altre coppe   | Altre coppe | Altre coppe | Altre coppe | Altre coppe | Totale | Totale | Totale | Totale | % Vittorie | Piazzamento |
| Stagione                | Squadra                 | Comp                    | G          | V          | N          | P          | Comp            | G               | V               | N               | P               | Comp               | G                  | V                  | N                  | P                  | Comp          | G           | V           | N           | P           | G      | V      | N      | P      | %          | Piazzamento |
| ----------------------- | ----------------------- | ----------------------- | ---------- | ---------- | ---------- | ---------- | --------------- | --------------- | --------------- | --------------- | --------------- | ------------------ | ------------------ | ------------------ | ------------------ | ------------------ | ------------- | ----------- | ----------- | ----------- | ----------- | ------ | ------ | ------ | ------ | ---------- | ----------- |
| 1967                    | Fluminense              | RJ                      | 18         | 11         | 2          | 5          | -               | -               | -               | -               | -               | -                  | -                  | -                  | -                  | -                  | -             | -           | -           | -           | -           | 18     | 11     | 2      | 5      | 61,11      | 3°          |
| 1968                    | Fluminense              | RJ                      | 14         | 4          | 4          | 6          | -               | -               | -               | -               | -               | -                  | -                  | -                  | -                  | -                  | -             | -           | -           | -           | -           | 14     | 4      | 4      | 6      | 28,57      | Eson.       |
| 1969                    | Fluminense              | RJ                      | 28         | 18         | 6          | 4          | -               | -               | -               | -               | -               | -                  | -                  | -                  | -                  | -                  | RGP           | 16          | 5           | 5           | 6           | 44     | 23     | 11     | 10     | 52,27      | 1°          |
| 1970                    | Atlético Mineiro        | MG                      | 22         | 20         | 1          | 1          | -               | -               | -               | -               | -               | -                  | -                  | -                  | -                  | -                  | BH+RGP        | 3+19        | 2+7         | 1+8         | 0+4         | 44     | 29     | 10     | 5      | 65,91      | 1°          |
| 1971                    | Atlético Mineiro        | MG+A                    | 22+27      | 13+12      | 4+10       | 5+5        | -               | -               | -               | -               | -               | -                  | -                  | -                  | -                  | -                  | BH+P          | 5+6         | 2+0         | 3+5         | 0+1         | 60     | 27     | 22     | 11     | 45,00      | 1º          |
| 1972                    | Atlético Mineiro        | MG+A                    | 25+28      | 13+11      | 11+8       | 1+9        | -               | -               | -               | -               | -               | CL                 | 6                  | 0                  | 5                  | 1                  | BH+P          | 10+4        | 6+2         | 1+1         | 3+1         | 73     | 32     | 26     | 15     | 43,84      | 13º         |
| 1973                    | San Paolo               | A1/SP                   | 11         | 4          | 5          | 2          | -               | -               | -               | -               | -               | -                  | -                  | -                  | -                  | -                  | TSP           | 4           | 0           | 3           | 1           | 15     | 4      | 8      | 3      | 26,67      | Eson.       |
| 1973                    | Atlético Mineiro        | MG+A                    | 4+37       | 0+14       | 2+13       | 2+10       | -               | -               | -               | -               | -               | -                  | -                  | -                  | -                  | -                  | -             | -           | -           | -           | -           | 41     | 14     | 15     | 12     | 34,15      | Sub. 7°     |
| 1974                    | Atlético Mineiro        | A+MG                    | 24+27      | 13+20      | 5+3        | 6+4        | -               | -               | -               | -               | -               | -                  | -                  | -                  | -                  | -                  | -             | -           | -           | -           | -           | 51     | 33     | 8      | 10     | 64,71      | 7°          |
| 1975                    | Atlético Mineiro        | MG+CB                   | 15+13      | 9+4        | 4+5        | 2+4        | -               | -               | -               | -               | -               | -                  | -                  | -                  | -                  | -                  | BH            | 9           | 8           | 1           | 0           | 37     | 21     | 10     | 6      | 56,76      | Eson.       |
| 1976                    | Botafogo                | RJ                      | 14         | 5          | 3          | 6          | -               | -               | -               | -               | -               | -                  | -                  | -                  | -                  | -                  | -             | -           | -           | -           | -           | 14     | 5      | 3      | 6      | 35,71      | Eson.       |
| 1976                    | Grêmio                  | CB                      | 18         | 9          | 5          | 4          | -               | -               | -               | -               | -               | -                  | -                  | -                  | -                  | -                  | -             | -           | -           | -           | -           | 52     | 29     | 9      | 14     | 55,77      | Sub. 6°     |
| 1977                    | Grêmio                  | G+CB                    | 34+18      | 26+9       | 5+4        | 3+5        | -               | -               | -               | -               | -               | -                  | -                  | -                  | -                  | -                  | -             | -           | -           | -           | -           | 52     | 35     | 9      | 8      | 67,31      | 13°         |
| 1978                    | Grêmio                  | G+CB                    | 26+29      | 15+16      | 6+11       | 5+2        | -               | -               | -               | -               | -               | -                  | -                  | -                  | -                  | -                  | CFGF          | 11          | 6           | 4           | 1           | 66     | 37     | 21     | 8      | 56,06      | 6º          |
| Totale Gremio           | Totale Gremio           | Totale Gremio           | 125        | 75         | 31         | 19         |                 | -               | -               | -               | -               |                    | -                  | -                  | -                  | -                  |               | 11          | 6           | 4           | 1           | 136    | 81     | 35     | 20     | 59,56      |             |
| 1979                    | Palmeiras               | A1/SP+CB                | 45+5       | 24+3       | 14+1       | 7+1        | -               | -               | -               | -               | -               | CL                 | 6                  | 3                  | 0                  | 3                  | -             | -           | -           | -           | -           | 56     | 30     | 15     | 11     | 53,57      | 4°          |
| 1982-1983               | Al-Ahli                 | SPL                     | 18         | 5          | 10         | 3          | KC              | 5               | 5               | 0               | 0               | -                  | -                  | -                  | -                  | -                  | -             | -           | -           | -           | -           | 23     | 10     | 10     | 3      | 43,48      | 5º          |
| 1983-1984               | Al-Ahli                 | SPL                     | 18         | 10         | 7          | 1          | KC              | 5               | 4               | 0               | 1               | -                  | -                  | -                  | -                  | -                  | -             | -           | -           | -           | -           | 23     | 14     | 7      | 2      | 60,87      | 1º          |
| 1984-1985               | Al-Ahli                 | SPL                     | 22         | 14         | 1          | 7          | KC              | 3               | 2               | 1               | 0               | CCG                | 5                  | 5                  | 0                  | 0                  | -             | -           | -           | -           | -           | 30     | 21     | 2      | 7      | 70,00      | 3º          |
| Totale Al-Ahli          | Totale Al-Ahli          | Totale Al-Ahli          | 58         | 29         | 18         | 11         |                 | 13              | 11              | 1               | 1               |                    | 5                  | 5                  | 0                  | 0                  |               | -           | -           | -           | -           | 76     | 45     | 19     | 12     | 59,21      |             |
| 1987                    | Atlético Mineiro        | A                       | 17         | 10         | 5          | 2          | -               | -               | -               | -               | -               | -                  | -                  | -                  | -                  | -                  | -             | -           | -           | -           | -           | 17     | 10     | 5      | 2      | 58,82      | 3°          |
| 1988                    | Atlético Mineiro        | MG+CU                   | 30+7       | 21+3       | 6+2        | 3+2        | -               | -               | -               | -               | -               | -                  | -                  | -                  | -                  | -                  | -             | -           | -           | -           | -           | 37     | 24     | 8      | 5      | 64,86      | Eson.       |
| Totale Atletico Mineiro | Totale Atletico Mineiro | Totale Atletico Mineiro | 298        | 163        | 79         | 56         |                 | -               | -               | -               | -               |                    | 6                  | 0                  | 5                  | 1                  |               | 56          | 27          | 20          | 9           | 360    | 190    | 104    | 66     | 52,78      |             |
| 1988                    | Flamengo                | CU                      | 17         | 8          | 5          | 4          | -               | -               | -               | -               | -               | -                  | -                  | -                  | -                  | -                  | -             | -           | -           | -           | -           | 17     | 8      | 5      | 4      | 47,06      | Sub. 6°     |
| 1989                    | Flamengo                | RJ+A                    | 24+3       | 15+0       | 6+2        | 3+1        | CB              | 8               | 5               | 1               | 2               | -                  | -                  | -                  | -                  | -                  | -             | -           | -           | -           | -           | 35     | 20     | 9      | 6      | 57,14      | Eson.       |
| Totale Flamengo         | Totale Flamengo         | Totale Flamengo         | 44         | 23         | 13         | 8          |                 | 8               | 5               | 1               | 2               |                    | -                  | -                  | -                  | -                  |               | -           | -           | -           | -           | 52     | 28     | 14     | 10     | 53,85      |             |
| 1989                    | Fluminense              | A                       | 8          | 1          | 2          | 5          | -               | -               | -               | -               | -               | -                  | -                  | -                  | -                  | -                  | -             | -           | -           | -           | -           | 8      | 1      | 2      | 5      | 12,50      | Sub. 15º    |
| Totale Fluminense       | Totale Fluminense       | Totale Fluminense       | 68         | 34         | 14         | 20         |                 | -               | -               | -               | -               |                    | -                  | -                  | -                  | -                  |               | 16          | 5           | 5           | 6           | 84     | 39     | 19     | 26     | 46,43      |             |
| 1990                    | Palmeiras               | A1/SP+A                 | 12+6       | 5+1        | 5+2        | 2+3        | -               | -               | -               | -               | -               | -                  | -                  | -                  | -                  | -                  | -             | -           | -           | -           | -           | 8      | 1      | 2      | 5      | 12,50      | Sub. eson.  |
| Totale Palmeiras        | Totale Palmeiras        | Totale Palmeiras        | 68         | 33         | 22         | 13         |                 | -               | -               | -               | -               |                    | 6                  | 3                  | 0                  | 3                  |               | -           | -           | -           | -           | 74     | 36     | 22     | 16     | 48,65      |             |
| 1990                    | San Paolo               | A                       | 14         | 6          | 4          | 4          | -               | -               | -               | -               | -               | -                  | -                  | -                  | -                  | -                  | -             | -           | -           | -           | -           | 14     | 6      | 4      | 4      | 42,86      | Sub. 2°     |
| 1991                    | San Paolo               | A+A1/SP                 | 23+34      | 12+21      | 7+12       | 4+1        | -               | -               | -               | -               | -               | -                  | -                  | -                  | -                  | -                  | -             | -           | -           | -           | -           | 57     | 33     | 19     | 5      | 57,89      | 1°          |
| 1992                    | San Paolo               | A+A1/SP                 | 25+34      | 10+21      | 7+9        | 8+4        | -               | -               | -               | -               | -               | CL                 | 14                 | 8                  | 3                  | 3                  | SS+CInt       | 4+1         | 1+1         | 1+0         | 2+0         | 78     | 41     | 20     | 17     | 52,56      | 5°          |
| 1993                    | San Paolo               | A1/SP+A                 | 36+20      | 20+9       | 7+8        | 9+3        | CB              | 6               | 2               | 2               | 2               | CL                 | 8                  | 4                  | 2                  | 2                  | CO+RS+SS+CInt | 2+2+8+1     | 0+0+3+1     | 1+2+4+0     | 1+0+1+0     | 83     | 39     | 26     | 18     | 46,99      | 4°          |
| 1994                    | San Paolo               | A1/SP+A                 | 20+27      | 9+12       | 7+8        | 4+7        | -               | -               | -               | -               | -               | CL                 | 8                  | 4                  | 2                  | 2                  | RS+SS         | 1+6         | 1+3         | 0+1         | 0+2         | 62     | 29     | 18     | 15     | 46,77      | 6°          |
| 1995                    | San Paolo               | A1/SP+A                 | 31+23      | 13+9       | 10+6       | 8+8        | CB              | 2               | 0               | 1               | 1               | -                  | -                  | -                  | -                  | -                  | CCM+SS        | 4+5         | 2+4         | 1+0         | 1+1         | 61     | 26     | 17     | 18     | 42,62      | 12°         |
| 1996                    | San Paolo               | A1/SP                   | 1          | 0          | 1          | 0          | -               | -               | -               | -               | -               | -                  | -                  | -                  | -                  | -                  | -             | -           | -           | -           | -           | 1      | 0      | 1      | 0      | &0,00      | Risoluz.    |
| Totale San Paolo        | Totale San Paolo        | Totale San Paolo        | 299        | 146        | 91         | 62         |                 | 8               | 2               | 3               | 3               |                    | 30                 | 16                 | 7                  | 7                  |               | 34          | 16          | 10          | 8           | 371    | 180    | 111    | 80     | 48,52      |             |
| Totale carriera         | Totale carriera         | Totale carriera         | 974        | 508        | 271        | 195        |                 | 29              | 18              | 5               | 6               |                    | 47                 | 24                 | 12                 | 11                 |               | 117         | 54          | 39          | 24          | 1 167  | 604    | 327    | 236    | 51,76      |             |

#### Panchine da commissario tecnico della nazionale brasiliana
| Cronologia completa delle presenze e delle reti in nazionale ― Brasile | Cronologia completa delle presenze e delle reti in nazionale ― Brasile | Cronologia completa delle presenze e delle reti in nazionale ― Brasile | Cronologia completa delle presenze e delle reti in nazionale ― Brasile | Cronologia completa delle presenze e delle reti in nazionale ― Brasile | Cronologia completa delle presenze e delle reti in nazionale ― Brasile | Cronologia completa delle presenze e delle reti in nazionale ― Brasile | Cronologia completa delle presenze e delle reti in nazionale ― Brasile |
| Data                                                                   | Città                                                                  | In casa                                                                | Risultato                                                              | Ospiti                                                                 | Competizione                                                           | Reti                                                                   | Note                                                                   |
| ---------------------------------------------------------------------- | ---------------------------------------------------------------------- | ---------------------------------------------------------------------- | ---------------------------------------------------------------------- | ---------------------------------------------------------------------- | ---------------------------------------------------------------------- | ---------------------------------------------------------------------- | ---------------------------------------------------------------------- |
| 8-6-1980                                                               | Rio de Janeiro                                                         | Brasile                                                                | 2 – 0                                                                  | Messico                                                                | Amichevole                                                             | -                                                                      |                                                                        |
| 15-6-1980                                                              | Rio de Janeiro                                                         | Brasile                                                                | 1 – 2                                                                  | Unione Sovietica                                                       | Amichevole                                                             | -                                                                      |                                                                        |
| 24-6-1980                                                              | Belo Horizonte                                                         | Brasile                                                                | 2 – 1                                                                  | Cile                                                                   | Amichevole                                                             | -                                                                      |                                                                        |
| 29-6-1980                                                              | San Paolo                                                              | Brasile                                                                | 1 – 1                                                                  | Polonia                                                                | Amichevole                                                             | -                                                                      |                                                                        |
| 27-8-1980                                                              | Fortaleza                                                              | Brasile                                                                | 1 – 0                                                                  | Uruguay                                                                | Amichevole                                                             | -                                                                      |                                                                        |
| 25-9-1980                                                              | Asunción                                                               | Paraguay                                                               | 1 – 2                                                                  | Brasile                                                                | Amichevole                                                             | -                                                                      |                                                                        |
| 30-10-1980                                                             | Goiânia                                                                | Brasile                                                                | 6 – 0                                                                  | Paraguay                                                               | Amichevole                                                             | -                                                                      |                                                                        |
| 21-12-1980                                                             | Cuiabá                                                                 | Brasile                                                                | 2 – 0                                                                  | Svizzera                                                               | Amichevole                                                             | -                                                                      |                                                                        |
| 4-1-1981                                                               | Montevideo                                                             | Argentina                                                              | 1 – 1                                                                  | Brasile                                                                | Coppa d'Oro dei Campioni del Mondo                                     | -                                                                      |                                                                        |
| 7-1-1981                                                               | Montevideo                                                             | Brasile                                                                | 4 – 1                                                                  | Germania Ovest                                                         | Coppa d'Oro dei Campioni del Mondo                                     | -                                                                      |                                                                        |
| 10-1-1981                                                              | Montevideo                                                             | Uruguay                                                                | 2 – 1                                                                  | Brasile                                                                | Coppa d'Oro dei Campioni del Mondo                                     | -                                                                      |                                                                        |
| 1-2-1981                                                               | Bogotà                                                                 | Colombia                                                               | 1 – 1                                                                  | Brasile                                                                | Amichevole                                                             | -                                                                      |                                                                        |
| 8-2-1981                                                               | Caracas                                                                | Venezuela                                                              | 0 – 1                                                                  | Brasile                                                                | Qual. Mondiali 1982                                                    | -                                                                      |                                                                        |
| 14-2-1981                                                              | Quito                                                                  | Ecuador                                                                | 0 – 6                                                                  | Brasile                                                                | Amichevole                                                             | -                                                                      |                                                                        |
| 22-2-1981                                                              | La Paz                                                                 | Bolivia                                                                | 1 – 2                                                                  | Brasile                                                                | Qual. Mondiali 1982                                                    | -                                                                      |                                                                        |
| 14-3-1981                                                              | Ribeirão Preto                                                         | Brasile                                                                | 2 – 1                                                                  | Cile                                                                   | Amichevole                                                             | -                                                                      |                                                                        |
| 22-3-1981                                                              | Rio de Janeiro                                                         | Brasile                                                                | 3 – 1                                                                  | Bolivia                                                                | Qual. Mondiali 1982                                                    | -                                                                      |                                                                        |
| 29-3-1981                                                              | Goiânia                                                                | Brasile                                                                | 5 – 0                                                                  | Venezuela                                                              | Qual. Mondiali 1982                                                    | -                                                                      |                                                                        |
| 12-5-1981                                                              | Londra                                                                 | Inghilterra                                                            | 0 – 1                                                                  | Brasile                                                                | Amichevole                                                             | -                                                                      |                                                                        |
| 15-5-1981                                                              | Parigi                                                                 | Francia                                                                | 1 – 3                                                                  | Brasile                                                                | Amichevole                                                             | -                                                                      |                                                                        |
| 19-5-1981                                                              | Stoccarda                                                              | Germania Ovest                                                         | 1 – 2                                                                  | Brasile                                                                | Amichevole                                                             | -                                                                      |                                                                        |
| 8-7-1981                                                               | Salvador                                                               | Brasile                                                                | 1 – 0                                                                  | Spagna                                                                 | Amichevole                                                             | -                                                                      |                                                                        |
| 26-8-1981                                                              | Santiago del Cile                                                      | Cile                                                                   | 0 – 0                                                                  | Brasile                                                                | Amichevole                                                             | -                                                                      |                                                                        |
| 28-10-1981                                                             | Porto Alegre                                                           | Brasile                                                                | 3 – 0                                                                  | Bulgaria                                                               | Amichevole                                                             | -                                                                      |                                                                        |
| 26-1-1982                                                              | Natal                                                                  | Brasile                                                                | 3 – 1                                                                  | Germania Est                                                           | Amichevole                                                             | -                                                                      |                                                                        |
| 3-3-1982                                                               | San Paolo                                                              | Brasile                                                                | 1 – 1                                                                  | Cecoslovacchia                                                         | Amichevole                                                             | -                                                                      |                                                                        |
| 21-3-1982                                                              | San Paolo                                                              | Brasile                                                                | 1 – 0                                                                  | Germania Ovest                                                         | Amichevole                                                             | -                                                                      |                                                                        |
| 5-5-1982                                                               | São Luís                                                               | Brasile                                                                | 3 – 1                                                                  | Portogallo                                                             | Amichevole                                                             | -                                                                      |                                                                        |
| 19-5-1982                                                              | Recife                                                                 | Brasile                                                                | 1 – 1                                                                  | Svizzera                                                               | Amichevole                                                             | -                                                                      |                                                                        |
| 27-5-1982                                                              | Uberlândia                                                             | Brasile                                                                | 7 – 0                                                                  | Irlanda                                                                | Amichevole                                                             | -                                                                      |                                                                        |
| 14-6-1982                                                              | Siviglia                                                               | Brasile                                                                | 2 – 1                                                                  | Unione Sovietica                                                       | Mondiali 1982 - Fase a gironi                                          | -                                                                      |                                                                        |
| 18-6-1982                                                              | Siviglia                                                               | Brasile                                                                | 4 – 1                                                                  | Scozia                                                                 | Mondiali 1982 - Fase a gironi                                          | -                                                                      |                                                                        |
| 23-6-1982                                                              | Siviglia                                                               | Brasile                                                                | 4 – 0                                                                  | Nuova Zelanda                                                          | Mondiali 1982 - Fase a gironi                                          | -                                                                      |                                                                        |
| 2-7-1982                                                               | Barcellona                                                             | Argentina                                                              | 1 – 3                                                                  | Brasile                                                                | Mondiali 1982 - Seconda fase a gironi                                  | -                                                                      |                                                                        |
| 5-7-1982                                                               | Barcellona                                                             | Italia                                                                 | 3 – 2                                                                  | Brasile                                                                | Mondiali 1982 - Seconda fase a gironi                                  | -                                                                      |                                                                        |
| 2-6-1985                                                               | Santa Cruz de la Sierra                                                | Bolivia                                                                | 0 – 2                                                                  | Brasile                                                                | Qual. Mondiali 1986                                                    | -                                                                      |                                                                        |
| 8-6-1985                                                               | Porto Alegre                                                           | Brasile                                                                | 3 – 1                                                                  | Cile                                                                   | Amichevole                                                             | -                                                                      |                                                                        |
| 16-6-1985                                                              | Asunción                                                               | Paraguay                                                               | 0 – 2                                                                  | Brasile                                                                | Qual. Mondiali 1986                                                    | -                                                                      |                                                                        |
| 23-6-1985                                                              | Rio de Janeiro                                                         | Brasile                                                                | 1 – 1                                                                  | Paraguay                                                               | Qual. Mondiali 1986                                                    | -                                                                      |                                                                        |
| 30-6-1985                                                              | San Paolo                                                              | Brasile                                                                | 1 – 1                                                                  | Bolivia                                                                | Qual. Mondiali 1986                                                    | -                                                                      |                                                                        |
| 12-3-1986                                                              | Francoforte sul Meno                                                   | Germania Ovest                                                         | 2 – 0                                                                  | Brasile                                                                | Amichevole                                                             | -                                                                      |                                                                        |
| 16-3-1986                                                              | Budapest                                                               | Ungheria                                                               | 3 – 0                                                                  | Brasile                                                                | Amichevole                                                             | -                                                                      |                                                                        |
| 1-4-1986                                                               | São Luís                                                               | Brasile                                                                | 4 – 0                                                                  | Perù                                                                   | Amichevole                                                             | -                                                                      |                                                                        |
| 8-4-1986                                                               | Goiânia                                                                | Brasile                                                                | 3 – 0                                                                  | Germania Est                                                           | Amichevole                                                             | -                                                                      |                                                                        |
| 17-4-1986                                                              | Brasilia                                                               | Brasile                                                                | 3 – 0                                                                  | Finlandia                                                              | Amichevole                                                             | -                                                                      |                                                                        |
| 30-4-1986                                                              | Recife                                                                 | Brasile                                                                | 4 – 2                                                                  | Jugoslavia                                                             | Amichevole                                                             | -                                                                      |                                                                        |
| 7-5-1986                                                               | Curitiba                                                               | Brasile                                                                | 1 – 1                                                                  | Cile                                                                   | Amichevole                                                             | -                                                                      |                                                                        |
| 1-6-1986                                                               | Guadalajara                                                            | Spagna                                                                 | 0 – 1                                                                  | Brasile                                                                | Mondiali 1986 - Fase a gironi                                          | -                                                                      |                                                                        |
| 6-6-1986                                                               | Guadalajara                                                            | Brasile                                                                | 1 – 0                                                                  | Algeria                                                                | Mondiali 1986 - Fase a gironi                                          | -                                                                      |                                                                        |
| 12-6-1986                                                              | Guadalajara                                                            | Irlanda del Nord                                                       | 0 – 3                                                                  | Brasile                                                                | Mondiali 1986 - Fase a gironi                                          | -                                                                      |                                                                        |
| 16-6-1986                                                              | Guadalajara                                                            | Brasile                                                                | 4 – 0                                                                  | Polonia                                                                | Mondiali 1986 - Ottavi di finale                                       | -                                                                      |                                                                        |
| 21-6-1986                                                              | Guadalajara                                                            | Brasile                                                                | 1 – 1 (3-4 dtr)                                                        | Francia                                                                | Mondiali 1986 - Quarti di finale                                       | -                                                                      |                                                                        |
| Totale                                                                 |                                                                        | Presenze                                                               | 52                                                                     |                                                                        | Reti                                                                   |                                                                        |                                                                        |

## Palmarès

### Giocatore
- Campionato Carioca: 2

Fluminense: 1951, 1959
- Copa Rio: 1

Fluminense: 1952
- Torneio Início do Rio de Janeiro: 2

Fluminense: 1954, 1956
- Torneo Rio-San Paolo: 2

Fluminense: 1957, 1960

### Allenatore

#### Club

##### Competizioni statali
- Campionato Carioca: 1

Fluminense: 1969
- Campionato Mineiro: 2

Atletico Mineiro: 1970, 1988
- Campionato Gaucho: 1

Gremio: 1977
- Campionato paulista: 2

Sao Paulo: 1991, 1992

##### Competizioni nazionali
- Campionato brasiliano: 2

Atletico Mineiro: 1971
Sao Paulo: 1991
- Campionato saudita: 1

Al-Ahli: 1984
- Coppa del Re saudita: 1

Al-Ahli: 1983

##### Competizioni internazionali
- Coppa dei Campioni del Golfo: 1

Al-Ahli: 1985
- Coppa Libertadores: 2

Sao Paulo: 1992, 1993
- Coppa Intercontinentale: 2

Sao Paulo: 1992, 1993
- Recopa Sudamericana: 2

Sao Paulo: 1993, 1994
- Supercoppa Sudamericana: 1

San Paolo: 1993

#### Individuale
- Allenatore sudamericano dell'anno: 1

1992